# Dawson (Nebraska)
Pour les articles homonymes, voir Dawson.
Dawson est un village du comté de Richardson, dans l'État du Nebraska, aux États-Unis. En 2020, il comptait une population de 148 habitants.